# Francis Gurry
Francis Gurry (Australia, 17 de mayo de 1951) es un abogado australiano que ocupó el cargo de director general de la Organización Mundial de la Propiedad Intelectual, desde el 1 de octubre de 2008, cuando sucedió en el puesto al sudanés Kamil Idris, hasta el 2020 cuando fue sucedido por Daren Tang. Fue también secretario general de la Unión Internacional para la Protección de las Obtenciones Vegetales.
Gurry ingresó a la OMPI en 1985. Cuenta con un título de grado en Derecho de la Universidad de Melbourne y un Doctorado en Filosofía de la Universidad de Cambridge, en el Reino Unido. Gurry es además el fundador y jefe del Centro de Mediación y Arbitraje de la OMPI.
Fue nominado como candidato al puesto de director general en 2008 y ganó la elección el 13 de mayo de ese año. La Asamblea General del organismo aprobó su designación en septiembre de 2008. Formalmente asumió el cargo el 1 de octubre de ese año.
Gurry se ha visto implicado en una serie de escándalos por supuesta corrupción, tráfico de influencias, acoso de personal de la OMPI y supuestos envíos de tecnología a Irán y Corea del Norte lo que iba en contra del embargo contra esos países.
El 7 de octubre de 2016, el "Comité de Coordinación de la OMPI, el cuerpo directivo responsable de las cuestiones de personal, acordó poner fin a sus discusiones sobre la investigación de las acusaciones contra el Director General efectuadas por la Oficina de Servicios de Supervisión Interna (OSSI)."

## Trabajos publicados
- Confidential Information, Oxford University Press, Oxford, 1981
- Breach of Confidence, Clarendon Press, Nueva York, Oxford University Press, 1984, ISBN 0-19-825378-8 (reimpreso en 1990)
- Con Frederick M. Abbott, Thomas Cottier, The International Intellectual Property System: Commentary and Materials, Kluwer Law International, 1999, ISBN 90-411-9322-7
- Con Frederick M. Abbott, Thomas Cottier, International Intellectual Property in an Integrated World Economy, Aspen Publishers, 2007, ISBN 978-0-7355-3958-7
- The Cambrian explosion, International Review of Intellectual Property and Competition Law, Vol. 38 n.º 3, 2007, pp 255-258